# Scania Citywide
Scania Citywide — полунизкопольный городской автобус шведской компании Scania AB с продольным расположением двигателя. Пришёл на смену автобусам Scania OmniLink и Scania OmniCity.

## Scania Citywide LF
Scania Citywide LF пришёл на смену автобусу Scania OmniCity, полностью низкопольный и предназначается для обслуживания городских маршрутов. Известен также как одиночный CN UB4x2EB и сочленённый CN UA6x2/2EB (Scania Citywide LFA).
На основе Citywide LF производится также двухэтажный автобус особо большой вместимости Scania Citywide LFDD. В 2014 году его испытывали в Берлине, там же в феврале 2015 года началась официальная эксплуатация автобуса. Двигатель — DC07.

## Scania Citywide LE
Scania Citywide LE пришёл на смену автобусу Scania OmniLink, полунизкопольный и предназначается для обслуживания любых маршрутов. Известен также как одиночный CK UB4x2LB, сочленённый CK UB6x2*4LB и одиночный трёхосный CK UA6x2/2LB (Scania Citywide LEA).
В 2013 году на шасси Citywide LE были разработаны электробусы с дизельным отопителем. С 2017 года производится также пригородная версия, известная как Scania Citywide LE Suburban. Она вытеснила с конвейера автобус Scania OmniExpress 3.20 LE.

## Другая информация
17 октября 2019 года была представлена современная версия Scania Citywide c семидюймовой полуцифровой панелью приборов и новым рулевым колесом с аудиоуправлением, аналогичным тому, которое используется в современных грузовых автомобилях (Scania P, Scania R, Scania S, Scania G). На основе этой версии был разработан электробус Citywide BEV.